# Kittie
Kittie es una banda de Groove Metal, originaria de London,  Canadá, formada en 1997 por unas chicas de escuela de entre 15 y 17 años.
La banda está actualmente formada por las hermanas Morgan Lander (voz, guitarra y piano) y Mercedes Lander (batería) y Tara McLeod (Guitarra). La bajista Trish Doan dejó la banda a principios de marzo de 2008. Ivy Jenkins fue su reemplazo.
En marzo de 2012, la bajista Trish Doan se reincorporó a la banda en lugar de Ivy Jenkins, quien había reemplazado a la misma Doan en 2007.
El grupo saltó a la fama en 1999 cuando la canción "Brackish" de su álbum debut Spit se convirtiera en el mayor éxito de su carrera. La banda ha estado de gira con varios artistas de renombre, incluyendo Slipknot y Mudvayne entre otros, durante la década de 2000 en su gira por el Reino Unido.

## Historia
Fallon Bowman y Mercedes Lander se conocieron en la escuela, durante las clases de gimnasia. Ambas solían reunirse en casa de Mercedes a tocar la guitarra y la batería. Para entonces, Morgan, hermana de Mercedes, comenzó a frecuentar más de las reuniones de las amigas utilizando su voz. Se podría decir que ahí nació la banda, les hacía falta una bajista, entonces hicieron un casting y fue cuando apareció Tanya Candler. Las integrantes pensaron en la banda como para pasar el rato, sin darse cuenta se volvieron famosas en Canadá, dos años después famosas en el resto de Norteamérica, y en los pocos meses Kittie fue reconocido a nivel mundial. Con el álbum Funeral for Yesterday Kittie ha ganado doble disco de platino por su gran desenvolvimiento.
El 15 de septiembre de 2009, lanzan su quinto álbum de estudio: In The Black, producido por Siegfried Meier por las discográficas E1 y Massacre Records (distribuido en Europa).
El 2 de abril de 2011, la bajista, Ivy Vujic se casó Geoffrey Jenkins, el vocalista de la banda Gwen Stacy.
El 30 de agosto de 2011, lanzaron su sexto álbum de estudio: I've Failed You, cuenta con la producción nuevamente de Siegfried Meier.
El 11 de septiembre de 2012, lanzan un álbum compilatorio de grandes éxitos titulado, “Not So…Safe” por el sello eOne Music. La colección estará integrada por canciones de los álbumes, “Spit” (1999), “Oracle” (2001), “In The Black” (2009), y “I've Failed You” (2011).
En 2014 revelaron tras un video que su próximo trabajo en mente sería realizar un documental junto a un libro biográfico sobre la banda por su aniversario número 20.
Dicho comúnicado pedía la colaboración de los fanes para que puedan recaudar los fondos necesarios para realizar el documental (20.000 dólares canadienses) tras ocho horas de hacer el comúnicado el monto que pedían fue alcanzado e inclúso superado (se esperaba alcazarlo en 49 días).
La realización de dicho documental está en progreso y todas las integrantes y exmiembros del grúpo participaran del mismo.

## Estilo musical
Mayormente es considerada como nu metal, groove metal, alternative metal, thrash metal, death metal, doom metal, black metal, heavy metal, sludge metal, gothic metal, post-hardcore y metalcore
La banda es conocido por su característica mezcla de heavy metal, death metal, thrash metal, doom metal, black metal, hard rock, gothic rock, progressive rock y hardcore punk. 
Su primer álbum se caracteriza por mezclar groove metal, nu metal y crossover thrash incorporando elementos de alternative rock, grunge, punk rock, pop, techno, industrial, hip hop, screamo y grindcore.

## Las exintegrantes de Kittie
Tanya fue la primera bajista de Kittie, y dejó la banda solo dos semanas después de que se finalizara la grabación del álbum de debut Spit, debido a problemas de salud. A pesar de ello, Tanya siempre ha gozado de gran renombre entre los seguidores del grupo, entre otros, por haber compuesto la que fue la canción más conocida de la banda, "Paperdoll". Actualmente tiene una banda de Punk-Rock llamada The Candy Darlings. Aún hoy, Tanya mantiene amistad con los que fueron sus compañeras en Kittie.
Fallon Bowman (nacida el 16 de noviembre de 1983 en Ciudad del Cabo, Sudáfrica) fue compositora, cantante secundaria y guitarrista en Kittie y Pigface (banda de Rock Industrial). Abandonó el grupo para así crear su proyecto personal Amphibious Assault, grupo de Música Industrial.
Talena Atfield (nacida el 14 de enero de 1983) Fue bajista y el reemplazo de Tanya. Su participación en la banda tuvo fin después de grabar "Oracle", el segundo álbum del grupo. Se desconocen los motivos de su partida, aunque se rumorea que ella quería retomar "una vida normal".
Lisa Marx ocupó los puestos de guitarra y teclado. Es originaria de Seattle, Estados Unidos, nacida el 21 de agosto de 1981. Cofundadora del grupo hardcore To See You Broken. En 2004 reemplaza a Fallon Bowman en Kittie. Tras abandonar el grupo apenas un año más tarde, en 2005, es reemplazada por Tara McLeod, y se une a Scars of Tomorrow en diciembre del mismo año. A principios de 2006, se une a The Dear and Departed, aunque pronto los abandona debido a diferencias creativas con los integrantes del grupo.
Jennifer Arroyo, de origen latino, fue bajista y reemplazo de Talena. Abandonó Kittie para hacer su propia banda, llamada Suicide City.
Trish Doan fue el reemplazo de Jennifer Arroyo en la banda. A principios de marzo de 2008, deja la banda debido a su padecimiento de anorexia, que ha sufrido por casi dos años. Su lugar fue ocupado por Ivy Jenkins. En marzo de 2012, la bajista Trish Doan se sumó nuevamente a Kittie, como reemplazo de Ivy Vujic. Trish estuvo con la banda de 2005 a 2007, y participó en el álbum, “Funeral for Yesterday” de 2007.
Ahora con Trish Doan se completó la alineación, dejando a las hermanas Lander como miembros originales.

## Muerte de Trish Doan
El 13 de febrero de 2017, muere la bajista Trish Doan a los 31 años de edad, según lo informó en un comunicado la misma banda a través de su cuenta de Facebook e Instagram.

"Con inmensa tristeza compartimos la noticia del fallecimiento de nuestra hermana y mejor amiga, Trish Doan. Es difícil encontrar las palabras adecuadas. Eran tan lúcida y vibrante y talentosa y la queríamos y seguimos queriendo. Era mucho más que solo un músico o miembro de la banda. Era nuestra sangre, nuestra hermana y familia. Hallar nuestro camino sin ella va a ser todo un reto, como un barco sin faro y estamos devastadas. Os pedimos respeteis nuestra privacidad y la de su familia en estos momentos difíciles."
Comunicado de la banda tras el fallecimiento de Trish Doan (10 de febrero, 2017).

Las integrantes no entregaron más detalles, solicitando privacidad.

## Discografía

### Álbumes
| Lanzamiento | Título                | Discográfica                             | Mejor Posición en Billboard Top 200 | Certificación en EE.UU. |
| ----------- | --------------------- | ---------------------------------------- | ----------------------------------- | ----------------------- |
| 1999        | Spit                  | Epic Records/Artemis Records             | 79                                  | Oro                     |
| 2001        | Oracle                | Artemis Records                          | 57                                  | N/A                     |
| 2004        | Until the End         | Artemis Records                          | 105                                 | N/A                     |
| 2007        | Funeral for Yesterday | Kiss of Infamy Records/Merovingian Music | 101                                 | N/A                     |
| 2009        | In The Black          | E1 Music                                 | 133                                 | N/A                     |
| 2011        | I've Failed You       | E1 Music                                 | 178                                 | N/A                     |
| 2024        | Fire                  | Sumerian Records                         | N/A                                 | N/A                     |

Compilaciones
- Not So...Safe (2012)

### Sencillos
- "Brackish", 1999
- "Charlotte", 2000

- "What I Always Wanted", 2001
- "Run Like Hell", (Pink Floyd Cover), 2001
- "Pain", 2001

- "Into the Darkness", 2004

- "Funeral for Yesterday",2007

- "Cut Throat", 2009
- "Sorrow I Know", 2010
- "Die My Darling", 2010

- "Fantasies", 2011 (The Runaways cover)
- "We Are The Lamb", 2011
- "Empires", 2011

- "Eyes Wide Open", 2024
- "We Are Shadows", 2024

### Demos
- Sex Iz Hell Demo, 1998
- Kittie Sampler Demo, 1998
- Spit Sampler, 1999

### EP
- Kittie EP, 1999
- Paperdoll EP, 2000
- Safe (EP), 2002
- Never Again EP, 2006

## Integrantes

### Actuales
- Morgan Lander: voz, guitarra rítmica, piano (1996-)
- Mercedes Lander: batería, coros (1996-)
- Tara McLeod: guitarra (2005-)
- Ivana «Ivy» Vujic: bajo (2007-2012; 2022-)

### Anteriores
- Fallon Bowman: guitarra, coros (1996-2001)
- Tanya Candler: bajo, coros (1997-1999)
- Talena Atfield: bajo (1999-2002)
- Jeff Phillips: guitarra, coros (2001-2003) bajo (2007)
- Jennifer Arroyo: bajo (2002-2005)
- Lisa Marx: guitarra (2004-2005)
- Trish Doan: bajo (2005-2007, 2012-2017; fallecida en 2017)